# Wave Makers
Wave Makers (en chinois traditionnel : 人選之人 - 造浪者) est une série télévisée taïwanaise. Constituée de huit épisodes et créée par Chien Li-ying et Peng Wei-chao, elle est disponible à partir du 28 avril 2023 sur la plate-forme de vidéo à la demande Netflix.
La série raconte l'histoire d'une équipe de campagne en amont des élections présidentielles, dans les coulisses de la vie politique taïwanaise. Elle aborde plusieurs enjeux de société, notamment le harcèlement sexuel au travail.

## Synopsis
« Alors qu'une élection houleuse se profile, les membres d'une équipe de campagne font face à des choix difficiles dans un paysage politique redoutable ».

## Contexte
Les créatrices de la série mettent en scène des partis politiques fictifs, dont les candidats à l'élection présidentielle sont toutes les deux des personnalités féminines, afin d'éviter l'identification d'une d'entre elles à la présidente en exercice Tsai Ing-wen. Elles choisissent également d'éluder les relations transdétroit parmi les thèmes de campagne électorale abordés,. Ces choix permettent à l'histoire d'aborder des enjeux de la société taïwanaise à la visibilité internationale moindre et généralement en arrière-plan des questions géopolitiques, tels le harcèlement sexuel, les droits LGBT et le mariage homosexuel, la peine de mort et les questions de pollution de l'environnement.

## Distribution

### Acteurs principaux
- Hsieh Ying-xuan (en) : Weng Wen-fang
- Gingle Wang (en) : Chang Ya-ching
- Jag Huang (en) : Chen Chia-ching

### Acteurs récurrents
- Leon Dai : Chao Chang-tse
- Buffy Chen (en) : Chao Jung-chih

## Fiche technique
Sauf indication contraire, les informations mentionnées dans cette section peuvent être confirmées par la base de données cinématographiques IMDb,  présente dans la section « Liens externes ».
- Titre original : 人選之人-造浪者 (pinyin : Rénxuǎn zhī rén - Zào làng zhě)
- Titre international, français et québécois : Wave Makers
- Création : Chien Li-ying (zh), Peng Wei-chao[4],[2]
- Réalisation : Lin Chun-Yang
- Société de production : KoKo Entertainment
- Société de distribution : Netflix
- Pays de production : Taïwan
- Langue originale : mandarin standard, minnan
- Format : couleur
- Genres : drame
- Nombre de saisons : 1
- Nombre d'épisodes : 8
- Durée : 44-56 minutes par épisode
- Date de première diffusion :
  - Monde : 28 avril 2023 sur Netflix
- Classification :
  - France : déconseillé aux moins de 13 ans
  - Taïwan : déconseillé aux moins de 18 ans
  - États-Unis : déconseillé aux moins de 17 ans (TV-MA)

## Répercussions
Dans la suite de sa diffusion, la série inspire un grand nombre de dénonciations de harcèlement sexuel à Taïwan, notamment à l'encontre de personnalités politiques, qu'elles soient présumées coupables ou envers des personnes ayant étouffé des affaires internes dans les partis politiques. Touchant autant le parti au pouvoir que celui d'opposition, les milieux extra-politiques sont aussi concernés par des dénonciations,,,,.
Une des scènes de la série, où une des jeunes membres de l'équipe de campagne se confie avec la porte-parole du parti à propos du harcèlement qu'elle subit et où cette dernière l'incite à ne pas laisser l'affaire s'étouffer, est régulièrement citée par le mouvement #MeToo,,. Alors que ce mouvement était resté marginal à Taïwan en 2018, il se développe très fortement à cette occasion, survenant à quelques mois de l'élection présidentielle taïwanaise de 2024,,.
En commentaire de cette vague de dénonciations, le parti présidentiel affirme travailler sur une réforme de la loi sur le harcèlement sexuel,.